# Црква Рођења Светог Јована Крститеља у Озрему
Црква Рођења Светог Јована Крститеља у Озрему, насељеном месту на територији општине Горњи Милановац, припада Епархији жичкој Српске православне цркве.